# 西蒙·伯吉斯
西蒙·伯吉斯（英語：Simon Burgess，1967年9月11日—），澳大利亚男子赛艇运动员。他曾代表澳大利亚参加1996年、2000年和2004年夏季奥林匹克运动会赛艇比赛，获得二枚银牌。